# Freshwater (Regno Unito)
Freshwater è un ampio villaggio e parrocchia civile nell'estremità occidentale dell'Isola di Wight, in Inghilterra. 
La Baia di Freshwater è una piccola insenatura sulla costa meridionale dell'Isola di Wight la quale dà anche il nome alla vicina Freshwater.
Freshwater è vicina a ripide scogliere di gesso. Fu il luogo di nascita del fisico Robert Hooke e il posto in cui abitò il Poeta Alfred Lord Tennyson.